# Metepeira lacandon
Metepeira lacandon är en spindelart som beskrevs av Piel 200. Metepeira lacandon ingår i släktet Metepeira och familjen hjulspindlar. Inga underarter finns listade i Catalogue of Life.